# 28 de març
El 28 de març és el vuitanta-setè dia de l'any del calendari gregorià i el vuitanta-vuitè en els anys de traspàs. Queden 278 dies per a finalitzar l'any.

## Esdeveniments
Països Catalans
- 1931 - Palma: El Front Únic Antimonàrquic fa un míting al teatre Balear.[1]
- 1938 - Fraga, Baix Cinca: El bàndol nacional conquereix la vila.[2]
- 1954 - Barcelona: Col·locació de la primera pedra del Camp Nou.[3]

Resta del món
- 1801 - Florència (Toscana, Itàlia): la Primera República Francesa i el Regne de Nàpols signen el Tractat de Florència de 1801 després de la victòria del primer en la guerra de la Segona Coalició.
- 1802 - L'asteroide (2) Pal·les és descobert per Heinrich Wilhelm Olbers. És el segon asteroide més gran i el segon a ser descobert, quan Olbers estava realitzant observacions per a localitzar i determinar l'òrbita del primer asteroide descobert, l'(1) Ceres.
- 1844 - Madrid: Al Teatro de la Cruz, estrena de Don Juan Tenorio de José Zorrilla.
- 1853 - El Regne Unit i el Segon Imperi Francès declaren la guerra a l'Imperi Rus, comença la Guerra de Crimea
- 1871 - París, França: S'estableix formalment la Comuna de París, que dominarà breument la ciutat, fins al 28 de maig.
- 1939 - Madrid és conquerit pel bàndol nacional, a les acaballes de la Guerra civil espanyola.[4]
- 1967 - Ciutat del Vaticà: el papa Pau VI publica l'encíclica Populorum Progressio.
- 1979 - Harrisburg, Pennsilvània, Estats Units: Accident de Three Mile Island, el reactor nuclear de l'illa de Three Mile falla una bomba del sistema de refrigeració del reactor, es produeix l'evaporació d'aigua contaminada i això provoca una fusió nuclear.
- 1996 - Taipei, Taiwan: comença a operar el Metro de Taipéi (MRT).[5]
- 2006 - França: Almenys 1 milió de treballadors, estudiants i aturats prenen els carrers en protesta per la proposta del govern de Dominique de Villepin de Llei del Contracte de Primer Treball.[6] Aquesta proposta serà retirada pel president Jacques Chirac i el primer ministre Villepin el 10 d'abril.

## Naixements
Països Catalans
- 1866, Igualada: Jaume Boloix i Canela, poeta català, fundador de la revista La Creu de Catalunya (m. 1921).
- 1902, Barcelona: Octavi Saltor i Soler, escriptor i polític català.[7]
- 1907, Sabadell: Joan Bartomeu i Valls, contramestre de telers català, víctima del nazisme.
- 1914, Barcelona: Rosa Balcells i Llastarry, arpista i professora d'arpa catalana (m. 1997).[8]
- 1928, Barcelona: José Luis de Delás Franco, director d'orquestra i compositor.
- 1930, Barcelona: Eduard Castellet i Díaz de Cossío, empresari editor i escriptor català.[9]
- 1933, Barcelona: Tete Montoliu, pianista de jazz, cec de naixement (m. 1997).[10]
- 1937, Barcelona: Carme Mayol Fernández, bibliotecària i professora catalana.
- 1968, Barcelona: Sònia Godall i Cassi, atleta catalana especialitzada en llançament de disc.[11]
- 1970, Barcelona: Núria Ayala i Mitjavila, nedadora i entrenadora catalana, especialitzada en natació sincronitzada.[12]
- 1976, Alcoi: Eva García Sempere, biòloga i política valenciana que ha estat diputada en el Congrés dels Diputats.[13]
- 2001, l'Hospitalet de Llobregat: María Vicente García, atleta d'heptatló catalana.[14]

Resta del món
- 1472, Savignano di Prato, Toscana: Fra Bartolomeo o fra Bartolommeo (di Pagholo) considerat un dels grans artistes del Renaixement a Florència. Inicialment va rebre el nom de Baccio della Porta, però va canviar-lo pel de fra Bartolomeo l'any 1500 en ingressar en l'orde dominicà.(m. 1517)[15]

- 1515, Àvila, Castella: Teresa de Jesús, o d'Àvila, monja carmelita, reformadora de l'orde, escriptora, mística i teòloga (m. 1582).[16]
- 1724, Haarlem: Maria Machteld van Sypesteyn, pintora neerlandesa de miniatures.[17]
- 1750, Caracas, Veneçuela: Sebastián Francisco de Miranda Rodríguez, més conegut com a Francisco de Miranda, va ser un general veneçolà, considerat com a precursor de l'emancipació americana de l'Imperi Espanyol.
- 1766, Eisenstadt, antic Imperi Austrohongarès: Joseph Weigl, compositor hongarès (m. 1846).
- 1779, Bratislava: Josephine Brunsvik, probablement la dona més important en la vida de Beethoven (m. 1821).[18]
- 1819, París, França: André Adolphe Eugène Disdéri, fotògraf francès que va començar la seva carrera fotogràfica fent daguerreotips (m. 1889).[19]
- 1862, Nantes, França: Aristide Briand: polític francès, Premi Nobel de la Pau de 1926 (m. 1932).[20]
- 1868 - 
  - Nijni Nóvgorod, Imperi Rus: Maksim Gorki, escriptor rus i soviètic.(m. 1936).[21]
  - Osaka: Keishiro Matsui, polític i diplomàtic japonès.
- 1886 - 
  - Horodok, a l'Imperi rus, actual Ucraïna: Clara Lemlich, sindicalista i sufragista americana (m. 1982).[22]
  - Madrid: Gloria Giner de los Ríos, professora espanyola de la Institució Lliure d'Ensenyament, exiliada a USA.[23]
- 1890, Denver, Colorado: Paul Whiteman, director d'orquestra de jazz nord-americà (m. 1967).[24]
- 1892, Gant, Bèlgica: Corneille Heymans, metge belga, Premi Nobel de Medicina o Fisiologia de 1938 (m. 1968).[25]
- 1895, Villamanínː Ángela Ruiz Robles, mestra, escriptora i inventora del primer llibre electrònic (m. 1975).[26]
- 1899, Merkheuli, districte de Sukhum (Imperi Rus): Lavrenti Béria, polític soviètic (m. 1953).[20]
- 1901, Estocolm, Suècia: Marta de Suècia, Princesa de Suècia que, pel seu matrimoni, esdevingué princesa hereva de Noruega.[27]
- 1926, Madrid: Cayetana Fitz-James Stuart, aristòcrata espanyola, cap de la Casa d'Alba (m. 2014).[28]
- 1927, 
  - Calcuta, Índia: Vina Mazumdar, acadèmica, feminista, pionera en els estudis de les dones a l'Índia i figura destacada del moviment de dones en la postindependència (m. 2013).
  - Göteborg: Marianne Fredriksson, escriptora i periodista sueca (m. 2007).[29]
- 1929, Pécs: Olga Tass, gimnasta artística hongaresa, medallista olímpìca en tres Jocs.[30]
- 1930, Chicago (EUA): Jerome Isaac Friedman, físic nord-americà, Premi Nobel de Física de l'any 1990.
- 1936 (Perú): Mario Vargas Llosa, novel·lista, articulista, assagista i polític peruà.
- 1942, St. Albans, Regne Unit: Mike Newell , director de cinema britànic.
- 1943, Barnstaple, Regne Unit: Richard Eyre, director de cinema, teatre i televisió britànic.
- 1944, Elisabeth, Nova Jersey, Estats Units: Richard Francis Dennis Barry III "Rick Barry" va ser un jugador de bàsquet estatunidenc.
- 1946, Cabana, Regió d'Ancash (Perú): Alejandro Celestino Toledo Manrique polític i economista peruà, va ser President Constitucional de la República del Perú des del 28 de juliol de 2001 fins al 28 de juliol de 2006.
- 1954, Bombai, Índia: Anuradha Ghandy, política i dirigent revolucionària comunista (m. 2008).
- 1956, Jūrmala: Amanda Aizpuriete, poetessa i traductora letona.[31]
- 1957, Saragossa: Inés Ayala Sender, filòloga i política aragonesa, ha estat diputada al Parlament Europeu.[32]
- 1959, San José (Costa Rica): Laura Chinchilla, política costa-riquenya, ha estat Ministra de Justícia, vicepresidenta i la primera dona presidenta.[33]
- 1960, França: Eric-Emmanuel Schmitt, filòsof, escriptor i dramaturg francès.
- 1970, Minneapolis, Minnesota, Estats Units: Vince Vaughn, actor, productor de cinema i guionista estatunidenc.
- 1971, Sant Sebastià: Bakartxo Tejeria, advocada i presidenta del Parlament Basc durant tres legislatures.[34]
- 1974, Guayaquil (Equador): Sharon la Hechicera―nom artístic d’Edith Rosario Bermeo Cisneros—, cantant, actriu i empresària, coneguda per la seva carrera musical de tecnocumbia.
- 1975, Santander, Espanya: Iván Helguera Bujía, futbolista càntabre.
- 1980, Bucarest, Romania: Albert Streit, futbolista alemany.
- 1982, Madrid: Barei, cantant i compositora espanyola.[35]
- 1986: 
  - Nova York, Estats Units: Lady Gaga, cantautora, actriu i pianista estatunidenca.[36]
  - Madrid, Espanya: Amaia Salamanca, actriu espanyola.[37]
  - Plzeň: Barbora Strýcová, tennista professional txeca, que arribà al número 16 del rànquing individual (2017), medallista olímpica.[38]
- 1990, Wiltshire, Anglaterra: Zoella, vlogger especialitzada en moda i bellesa, escriptora i personalitat d'Internet.

## Necrològiques
Països Catalans
- 1485 - Barcelona: Pere Joan Sala, cap dels remences, executat.
- 1942 - Alacant: Miguel Hernández Gilabert, poeta i dramaturg valencià (n. 1910).[39]
- 1979 - Ciutat de Mèxic: Carme Cortès i Lladó, pintora impressionista catalana (n. 1892).[40]
- 1988 - Tiana: Clotilde Godó, pianista, deixebla d'Enric Granados i amant seva (n. 1885).[41]

Resta del Món
- 1239 - Oki Islands (Japó): emperador Go-Toba va ser el 82è emperador del Japó, segons l'ordre tradicional de successió
- 1559 - Suzhou (Xina): Wen Zhengming (en xinès tradicional: 文徵明) erudit xinès, expert en jardins, pintor i cal·lígraf important. (n. 1470).[42]
- 1881 - Sant Petersburg (Rússia): Modest Mússorgski, compositor rus (n. 1839)[43]
- 1941 - Lewes, Anglaterra, Virginia Woolf, escriptora i feminista anglesa.(n. 1882).[44]
- 1943 - Beverly Hills, Califòrnia (EUA): Serguei Rakhmàninov, compositor i pianista rus (n. 1873).[45]
- 1969 - Denison, Texas (EUA): Dwight D. Eisenhower, 34è president dels Estats Units.(n. 1890)[20]
- 1973 - Rio de Janeiro: Maria Martins, escultora, dissenyadora, gravadora, pintora, escriptora i música brasilera (n. 1894).[46]
- 1974 - Nova York: Dorothy Fields, llibretista i lletrista americana (n. 1905).[47]
- 1982 - Berkeley, Califòrnia (EUA): William Francis Giauque, químic nord-americà, Premi Nobel de Química de 1949 (n. 1895).
- 1985 - Saint-Paul de Vence, França: Marc Chagall, pintor belarús que va desenvolupar la seua carrera a França (n. 1887)[48]
- 1994 - París (França): Eugen Ionescu, escriptor romanès, sobretot en llengua francesa, creador del teatre de l'absurd (n. 1909).[49]
- 1995 - Madrid: Ana Mariscal, actriu, directora i productora cinematogràfica espanyola (n. 1923).[50]
- 2000 - Frome, Somerset (Anglaterra): Anthony Powell, escriptor, editor i crític anglès (n. 1905).[51]
- 2004 - Suïssa: Peter Ustinov, cineasta britànic d'origen rus.
- 2008 - Cossonnay: Carla Prina, pintora abstracta italiana (n. 1911).[52]
- 2023 - Tòquio (Japó): Ryūichi Sakamoto, compositor i actor japonès.[53]
- 2024 - Nova York: Marian Zazeela, «artista de la llum», dissenyadora, pintora i música estatunidenca (n. 1940).[54]

## Festes i commemoracions
- sant Guntram de Borgonya, rei franc
- Sant Sixt III, papa;
- Sant Enravota-Boian, príncep de Bulgària;
- Sant Tutiló de Sankt Gallen, abat;
- Sant Esteve Harding, abat, cofundador de l'Orde del Cister.